# 陆洪恩
陆洪恩（—1968年4月27日），音乐指挥家、作曲家、文革受难者。

## 生平
1954年任上海交响乐团指挥。1966年被当局以“现行反革命罪”为里头被捕入狱。在狱中，他继续抨击文化大革命，屡遭批斗与虐待，精神错乱，于1968年4月27日被当局处决。

## 平反
1979年，经陆洪恩妻弟胡国定的多方申诉，陆洪恩被平反。

## 亲属
- 妻子胡国美，钢琴家，上海舞蹈学校钢琴伴奏，陆洪恩“平反”不久以后就去世[2]。

## 作品
- 《故乡曲》（1948年）（陆洪恩作曲， 袁水拍作词，电影《相思债》插曲）
- 电影《武训传》（1950年）插曲